# Beauly Priory
Beauly Priory is (de ruïne van) een priorij uit de dertiende eeuw van de Orde van Valliscaulianen, gelegen in de plaats Beauly in de Schotse regio Inverness-shire.

## Geschiedenis
Rond 1230 werd de priorij gesticht door de familie Bisset. Monniken van de Orde van Valliscaulianen vestigden zich erin. Het was daarmee een van de drie plaatsen in Schotland waar deze orde zich bevond. De andere twee plaatsen waren Ardchattan Priory en Pluscarden Priory, hetgeen in de twintigste eeuw Pluscarden Abbey werd. De orde was ontstaan in Val des Choux, nabij Dijon in Frankrijk. In deze orde mocht alleen de prior contact hebben met de buitenwereld.
Gedurende de vijftiende eeuw werd de priorij verder uitgebreid. De familie Fraser van Lovat, financierde een groot deel van deze verbouwingen. Aan het begin van de zestiende eeuw werd de Orde van Valliscaulianen opgeheven. De monniken van Beauly Priory gingen over in de Orde van de Cisterciënzers. Ook Ardchattan Priory ging tot die orde over en werd een cel van Beauly. Vanaf 1531 was Robert Reid commendator van Beauly Priory. Reid werd later bisschop van Orkney en bouwde daar aan The Bishop's Palace.
Na de reformatie was de priorij niet meer in staat zichzelf te onderhouden. De gebouwen werden verkocht en werden privé-eigendom. De kerk werd nog lange tijd als begraafplaats gebruikt. De stenen van de kloostergebouwen werden gebruikt voor bouwwerken in de omgeving, onder andere voor het fort in Inverness dat in de zeventiende eeuw door troepen van Oliver Cromwell gebouwd werd. Aan het begin van de twintigste eeuw werd de noordelijke kapel omgebouwd tot mausoleum.

## Bouw

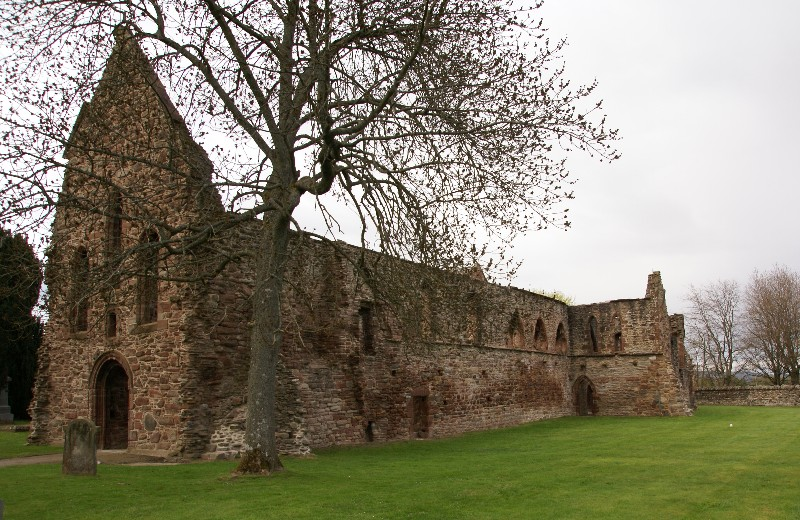
Beauly Priory vanaf het zuidwesten. Aan de linkerzijde de westelijke voorgevel.

De ruïne van de priorij bestaat in de eenentwintigste eeuw enkel nog uit de ruïne van de kerk van het complex. Het klooster dat ten zuiden van de kerk lag is geheel verloren gegaan.
De kerk was in 1230 gebouwd als een oost-westelijk georiënteerde rechthoek met aan de noordzijde één aangebouwde kapel. Vermoedelijk deed deze kapel aanvankelijk dienst als sacristie. Tijdens de verbouwingen in de vijftiende eeuw, werd er aan de zuidzijde een tweede kapel gebouwd, waardoor de kerk een kruisvormige plattegrond kreeg. Later in dezelfde eeuw werd er een tweede kapel aan de noordzijde toegevoegd, gewijd aan het Heilige Kruis. Deze laatste kapel is in later tijd weer verloren gegaan.
Aan de westzijde, boven de hoofdingang, bevindt zich het wapenschild van bisschop Reid. Deze zijde werd namelijk herbouwd in de periode dat hij commendator was, nadat bliksem ernstige schade aan de kerk had toegebracht in 1541.

## Beheer
Sinds 1909 is Beauly Priory staatseigendom. Het wordt beheerd door Historic Scotland.